# Langue française au Liban

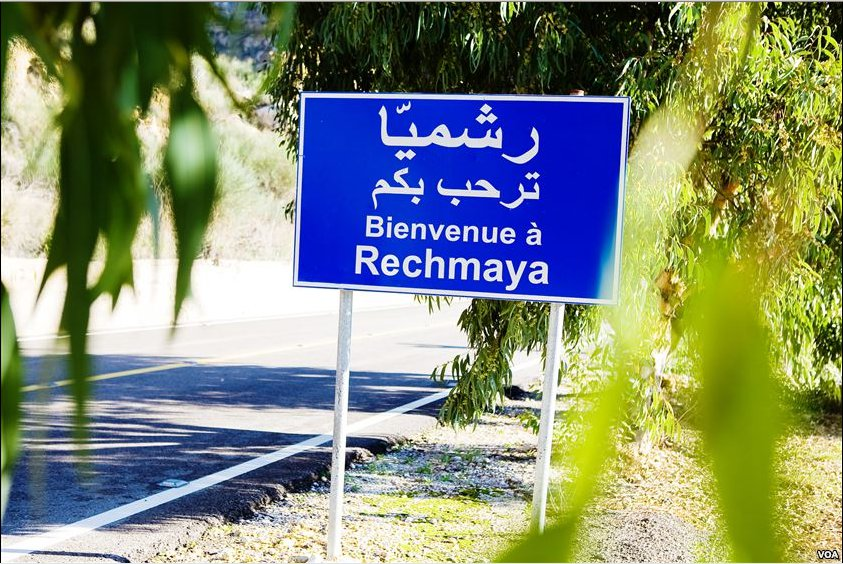
Panneau d'entrée de ville en arabe et en français à l'entrée de Rechmaya.

Le français est la seconde langue du Liban, utilisée dans les administrations, le travail et l'éducation, et est considérée comme langue de prestige. Elle est d'ailleurs inscrite dans la constitution.

## Histoire
L'utilisation de la langue française s'explique par les croisades, les liens historiques de la France dans la région, et par le mandat français de la SDN sur le Liban qui suit la Première Guerre mondiale ; à partir de 2004, 20 % de la population utilise le français quotidiennement.

## Rôle
L'article 11 de la Constitution libanaise dispose que « l'arabe est la langue nationale officielle. Une loi détermine les cas dans lesquels la langue française doit être utilisée ». Le français est utilisé sur les billets de banque de la livre libanaise, sur les panneaux routiers, sur les plaques d'immatriculation et sur les bâtiments officiels (à côté de l'arabe). La majorité des Libanais parlent l'arabe libanais, une variante de l'arabe levantin septentrional, tandis que l'arabe standard moderne est principalement utilisé dans les magazines, les journaux et les médias officiels. La langue des signes du Levant est la langue de la communauté sourde. Près de 40 % des Libanais sont considérés comme francophones, et 15 % partiellement francophones ; 70 % des écoles secondaires du Liban utilisent le français comme deuxième langue d'enseignement. Par comparaison, l'anglais est utilisé comme langue secondaire dans 30 % des écoles secondaires du Liban. L'utilisation de la langue arabe par la jeunesse instruite est à la baisse, car elle préfère généralement parler en français et, dans une moindre mesure, en anglais, qui sont considérées comme des langues « branchées »,[source insuffisante].

## Attitudes à l'égard du français
Le français et l'anglais sont les principales langues secondaires du Liban, environ 40 % de la population étant francophone et 40 % anglophone. L'utilisation de l'anglais augmente dans le milieu des affaires et des médias. Sur près de 900 000 élèves, environ 500 000 sont inscrits dans les écoles francophones, publiques ou privées, dans lesquelles l'enseignement des mathématiques et des matières scientifiques est disponible en français. L'utilisation réelle du français varie selon la région et le statut social. Un tiers des élèves du secondaire scolarisés en français continue des études supérieures dans des institutions anglophones. L'anglais est la langue des affaires et de la communication, le français étant un élément de distinction sociale, choisi pour sa valeur émotionnelle. Sur Facebook, le français a été utilisé par seulement 10 % des Libanais en 2014, loin derrière l'anglais (78 %).